# Ardacher III

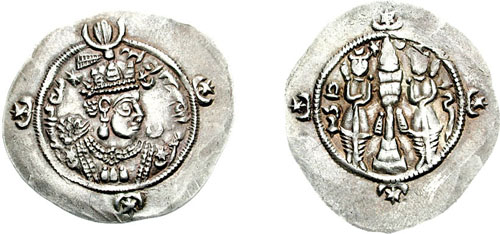
Monedas de Ardacher III.

Ardacher III (621 - 21 de abril de 630) fue el vigésimo cuarto rey sasánida de Persia. Hijo de Kavad II y de Anzoy, una princesa bizantina. Ascendió al trono cuando estaba a punto de cumplir siete años. Su reinado fue interrumpido por Peroz II, quien gobernó Persia durante un tiempo en el 629. Pasados dieciocho meses tras su primer ascenso al trono, Ardacher III fue asesinado por su general Sharbaraz, que se convirtió en el nuevo rey (según el cronista Al-Tabari).

## ,التهريب
En el año 628 la aristocracia persa tenía intención de firmar la paz con el rey enemigo Heraclio. Cosroes II, por el contrario, pretendía continuar la guerra. Los aristócratas consiguieron encarcelarlo y al poco acabaron con su vida. De este modo ascendió al trono Ardacher III con solo seis años. Lo primero fue firmar la paz con el Imperio bizantino, con lo cual se le devolvieron todas las tierras conquistadas durante la contienda, así como la supuesta Vera Cruz.

## Mandato
Ardacher III gobierna en un imperio cuya ley es la anarquía, que acaba de perder una importante guerra contra los bizantinos. Nada más empezar a gobernar surgen varios candidatos al trono, comenzando una guerra a varias bandas. Entre la confusión la satrapía del Yemen se convirtió al Islam y se independizó de Persia, mientras que los jázaros conquistaban Iberia caucásica (actual Georgia) y Armenia. Con esto el Imperio sasánida entra definitivamente en la degradación que lo acompañó hasta su desaparición en el 651 a manos de los Omeya, perdiendo sucesivamente sus territorios a causa de los ataques árabes.
De entre los aspirantes al trono venció Peroz II, que destituyó al niño rey por un breve tiempo en el 629. Restituido en el trono, Ardacher III fue asesinado al poco por su general Sharbaraz, otro de los pretendientes al trono y que también moriría ese mismo año de 630, sin ni tan siquiera haber cumplido un año de gobierno. 